# 2004 VV130
2004 VV130, também escrito como 2004 VV130, é um objeto transnetuniano que está localizado no Cinturão de Kuiper, uma região do Sistema Solar. Este corpo celeste é classificado como um plutino, pois, o mesmo está em uma ressonância orbital de 2:3 com o planeta Netuno. Ele possui uma magnitude absoluta de 7,3 e tem um diâmetro estimado com 153 km.

## Descoberta
2004 VV130 foi descoberto no dia 9 de novembro de 2004 pelos astrônomos P. A. Wiegert e A. Papadimos.

## Órbita
A órbita de 2004 VV130 tem uma excentricidade de 0,189 e possui um semieixo maior de 39,473 UA. O seu periélio leva o mesmo a uma distância de 43,946 UA em relação ao Sol e seu afélio a 46,928 UA.